# Hughes Medal
De Hughes Medal, vernoemd naar David Edward Hughes, is een onderscheiding van de Royal Society of London voor buitengewone ontdekkingen in de natuurkunde, in het bijzonder op het gebied van elektromagnetisme. De prijs bestaat uit een vergulde zilveren medaille en een geldbedrag van £1000,-.

## Winnaars

### 20e eeuw
- 1902 Joseph John Thomson
- 1903 Johann Wilhelm Hittorf
- 1904 Joseph Wilson Swan
- 1905 Augusto Righi
- 1906 Hertha Ayrton
- 1907 Ernest Howard Griffiths
- 1908 Eugen Goldstein
- 1909 Richard Glazebrook
- 1910 John Ambrose Fleming
- 1911 Charles Thomson Rees Wilson
- 1912 William Duddell
- 1913 Alexander Graham Bell
- 1914 John Sealy Townsend
- 1915 Paul Langevin
- 1916 Elihu Thomson
- 1917 Charles Glover Barkla
- 1918 Irving Langmuir
- 1919 Charles Chree
- 1920 Owen Willans Richardson
- 1921 Niels Bohr
- 1922 Francis William Aston
- 1923 Robert Andrews Millikan
- 1924 Niet uitgereikt
- 1925 Frank Edward Smith
- 1926 Henry Jackson
- 1927 William David Coolidge
- 1928 Maurice de Broglie
- 1929 Hans Geiger
- 1930 Chandrasekhara Venkata Raman
- 1931 William Lawrence Bragg
- 1932 James Chadwick
- 1933 Edward Victor Appleton
- 1934 Manne Siegbahn
- 1935 Clinton Davisson

- 1936 Walter Schottky
- 1937 Ernest Lawrence
- 1938 John Cockcroft en Ernest Walton
- 1939 George Paget Thomson
- 1940 Arthur Holly Compton
- 1941 Nevill Francis Mott
- 1942 Enrico Fermi
- 1943 Mark Oliphant
- 1944 George Finch
- 1945 Basil Schonland
- 1946 John Randall
- 1947 Frédéric Joliot-Curie
- 1948 Robert Watson-Watt
- 1949 Cecil Powell
- 1950 Max Born
- 1951 Hendrik Anthony Kramers
- 1952 Philip Dee
- 1953 Edward Bullard
- 1954 Martin Ryle
- 1955 Harrie Massey
- 1956 Frederick Lindemann
- 1957 Joseph Proudman
- 1958 Edward Andrade
- 1959 Alfred Pippard
- 1960 Joseph Pawsey
- 1961 Alan Cottrell
- 1962 Brebis Bleaney
- 1963 Frederic Calland Williams
- 1964 Abdus Salam
- 1965 Denys Wilkinson
- 1966 Nicholas Kemmer
- 1967 Kurt Mendelssohn
- 1968 Freeman Dyson

- 1969 Nicholas Kurti
- 1970 David Bates
- 1971 Robert Hanbury Brown
- 1972 Brian Josephson
- 1973 Peter Hirsch
- 1974 Peter Fowler
- 1975 Richard Dalitz
- 1976 Stephen Hawking
- 1977 Antony Hewish
- 1978 William Cochran
- 1979 Robert Williams
- 1980 Francis Farley
- 1981 Peter Higgs, Thomas Walter en Tom Kibble
- 1982 Drummond Matthews en Frederick Vine
- 1983 John Clive Ward
- 1984 Roy Patrick Kerr
- 1985 Tony Skyrme
- 1986 Michael Woolfson
- 1987 Michael Pepper
- 1988 Archibald Howie en M. J. Whelan
- 1989 John Stewart Bell
- 1990 Thomas George Cowling
- 1991 Philip Burton Moon
- 1992 Michael Seaton
- 1993 George Isaak
- 1994 Robert Chambers
- 1995 David Shoenberg
- 1996 Amyand Buckingham
- 1997 Andrew Richard Lang
- 1998 Raymond Hide
- 1999 Alexander Boksenberg

### 21e eeuw
- 2000 Chintamani Rao
- 2001 John Pethica
- 2002 Alexander Dalgarno
- 2003 Peter Edwards
- 2004 John Clarke
- 2005 Keith Henry Moffatt
- 2006 Michael Kelly
- 2007 Artur Ekert
- 2008 Michele Dougherty

- 2010 Andre Geim
- 2011 Matthew Rosseinsky
- 2013 Henning Sirringhaus
- 2015 George Efstathiou
- 2017 Peter Bruce
- 2018 James Durrant
- 2019 Andrew Ian Cooper
- 2020 Clare Grey
- 2021 John Irvine
- 2022 Saiful Islam
- 2023 Erwin Reisner
- 2024 Linda Nazar